# Nieva de Cameros
Nieva de Cameros é um município da Espanha
na província e comunidade autónoma de La Rioja, de área 42,05 km² com população de 118 habitantes (2007) e densidade populacional de 3,00 hab/km².

## Demografia
| Variação demográfica do município entre 1991 e 2004 | Variação demográfica do município entre 1991 e 2004 | Variação demográfica do município entre 1991 e 2004 | Variação demográfica do município entre 1991 e 2004 |
| --------------------------------------------------- | --------------------------------------------------- | --------------------------------------------------- | --------------------------------------------------- |
| 1991                                                | 1996                                                | 2001                                                | 2004                                                |
| 120                                                 | 122                                                 | 100                                                 | 126                                                 |